# West of Memphis
West of Memphis es un documental de 2012 dirigido por Amy J. Berg y producido por Peter Jackson y Damien Echols, que narra los juicios llevados contra tres adolescentes acusados de asesinar y mutilar a tres niños de la localidad de West Memphis (Arkansas). Fue estrenado el 21 de enero de 2012 en el Festival de Cine de Sundance.

## Antecedentes
Como en el original Paradise Lost: The Child Murders at Robin Hood Hills, West of Memphis sigue los acontecimientos que rodearon el caso de los West Memphis Three, un grupo de adolescentes, Damien Echols, Jason Baldwin, y Jessie Misskelley, arrestados por el asesinato de tres niños de 8 años, Christopher Byers, Steven Branch, and Michael Moore. Los cuales fueron posteriormente condenados por asesinato y permanecieron recluidos en prisión durante más de 18 años, siendo liberados poco antes del estreno de Paradise Lost 3: Purgatory.

## Estreno
El estreno de Paradise Lost 3: Purgatory por parte de HBO en enero de 2012 y de West of Memphis en el Festival de Cine de Sundace de 2012 hizo que se lanzaran dos documentales sobre la misma temática en un corto periodo de tiempo. El 14 de junio de 2012, Sony Pictures Classics anunció que el estreno en cines de West of Memphis sería el 28 de diciembre de 2012.

## Sinopsis
Desde el estreno en 1996 por parte de HBO del documental de Paradise Lost: The Child Murders at Robin Hood Hills dirigido por Joe Berlinger y Bruce Sinofsky, comenzaron a aparecer partidarios que reclamaban la inocencia de los Tres de West Memphis. Al igual que la trilogía Paradise Lost, West of Memphis narra la historia de los tres sospechosos desde su encarcelación hasta su puesta en libertad a través de entrevistas con abogados, jueces, periodistas, familiares, testigos y los propios Tres de West Memphis.
West of Memphis se centra en Terry Hobbs, padrasto de Stevie Branch, una de las víctimas del crimen ocurrido en 1993, como potencial sospechoso debido a las pruebas físicas que lo vincularían con el crimen y las declaraciones realizadas por su exmujer, antiguos vecinos y más recientemente por su propio sobrino, el cual afirma que Hobbs le confesó parte del crimen.